# Ernest Monis
Antoine Emmanuel Ernest Monis (Châteauneuf-sur-Charente, 23 maggio 1846 – Mondouzil, 25 maggio 1929) è stato un politico francese.
È stato il Primo Ministro della Francia dal 2 marzo al 27 giugno 1911.